# Temporada 1989 de la CART IndyCar World Series
La temporada 1989 de la CART IndyCar World Series fue la undécima temporada de la Championship Auto Racing Teams, que consistió en 15 carreras y una carrera no puntuable, comenzando en Avondale, Arizona, el 9 de abril y concluyendo en Monterey, California, el 15 de octubre. El campeón de la PPG IndyCar World Series y ganador de las 73.ª edición de las 500 Millas de Indianápolis fue Emerson Fittipaldi, siendo el primer brasileño y latinoamericano en conseguirlo, hazaña que 11 años después volvería a conseguir el colombiano Juan Pablo Montoya. El destacado Novato del Año fue el mexicano Bernard Jourdain.
Una vez más, se volvió a disputar una carrera fuera del campeonato, esta vez en el Mazda Raceway Laguna Seca, el Desafío Marlboro en Monterey, California.

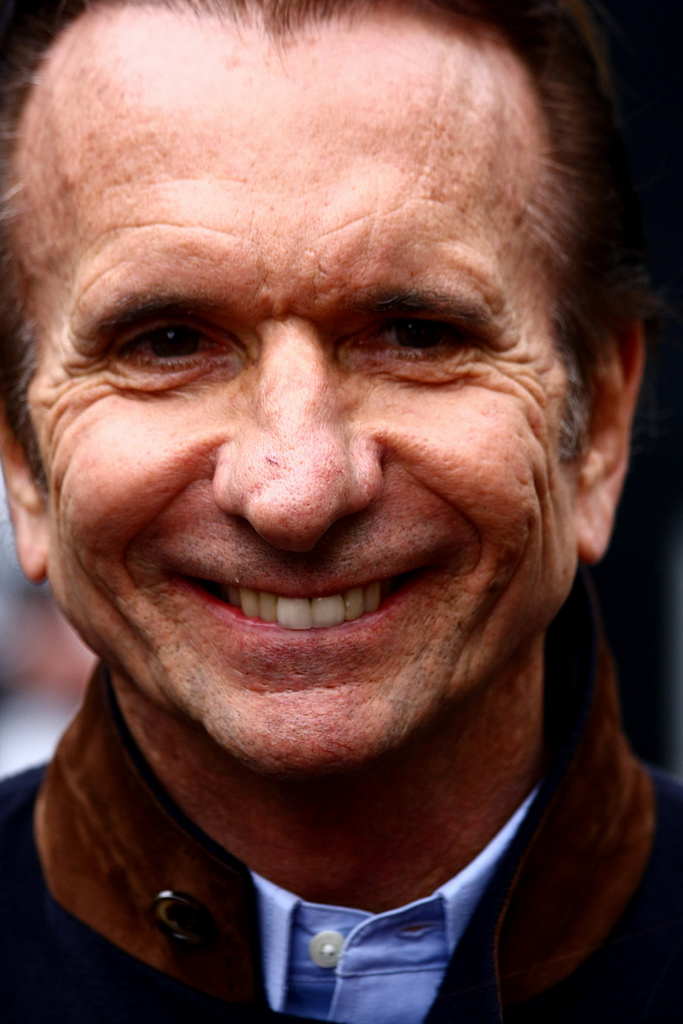
Emerson Fittipaldi Se coronó campeón de la temporada 1989 de la CART IndyCar World Series. y se adjudicó su primera Indy 500.

## Equipos y pilotos
| Equip./Prop.             | Chasís     | Motor          | Neumáticos | Núm.  | Piloto (s)            |
| ------------------------ | ---------- | -------------- | ---------- | ----- | --------------------- |
| Newman/Haas Racing       | Lola       | Chevrolet      | G          | 5     | Mario Andretti        |
| Newman/Haas Racing       | Lola       | Chevrolet      | G          | 6     | Michael Andretti      |
| Patrick Racing           | Penske     | Chevrolet      | G          | 20    | Emerson Fittipaldi    |
| Galles Racing            | Lola       | Chevrolet      | G          | 2     | Al Unser Jr.          |
| Team Penske              | Penske     | Chevrolet      | G          | 1     | Danny Sullivan        |
| Team Penske              | Penske     | Chevrolet      | G          | 1     | Geoff Brabham         |
| Team Penske              | Penske     | Chevrolet      | G          | 4     | Rick Mears            |
| Team Penske              | Penske     | Chevrolet      | G          | 25/1  | Al Unser              |
| / Porsche North America  | March      | Porsche        | G          | 8     | Teo Fabi              |
| Truesports               | Lola       | Judd           | G          | 3     | Scott Pruett          |
| Kraco Racing             | Lola       | Cosworth       | G          | 18    | Bobby Rahal           |
| Dick Simon Racing        | Lola       | Cosworth/Buick | G          | 7/9   | Arie Luyendyk         |
| Dick Simon Racing        | Lola       | Cosworth/Buick | G          | 22    | Scott Brayton         |
| Dick Simon Racing        | Lola       | Cosworth/Buick | G          | 28    | Randy Lewis           |
| Dick Simon Racing        | Lola       | Cosworth/Buick | G          | 17    | Joe Sposato           |
| Doug Shierson Racing     | Lola       | Judd           | G          | 30    | Raúl Boesel           |
| Raynor Racing            | Lola       | Judd           | G          | 10    | Derek Daly            |
| Machinists Union Racing  | March      | Cosworth       | G          | 11    | Kevin Cogan           |
| Machinists Union Racing  | March      | Cosworth       | G          | 11    | Johnny Rutherford     |
| Machinists Union Racing  | Lola       | Cosworth       | G          | 29/24 | Pancho Carter         |
| Protofab Racing          | Lola       | Cosworth       | G          | 15    | James Weaver          |
| Protofab Racing          | Lola       | Cosworth       | G          | 65    | John Jones            |
| A.J. Foyt Enterprises    | Lola       | Cosworth       | G          | 14    | A.J. Foyt             |
| A.J. Foyt Enterprises    | Lola       | Cosworth       | G          | 14    | Rocky Moran           |
| A.J. Foyt Enterprises    | March      | Cosworth       | G          | 29    | Rich Vogler           |
| Bayside Motorsports      | Lola       | Cosworth       | G          | 86    | Dominic Dobson        |
| Andale Racing            | Lola       | Cosworth       | G          | 69    | Bernard Jourdain      |
| Andale Racing            | Lola       | Cosworth       | G          | 69    | Johnny Parsons        |
| Euromotorsport           | Lola       | Cosworth       | G          | 50/16 | Jean-Pierre Frey      |
| Euromotorsport           | Lola       | Cosworth       | G          | 50    | Davy Jones            |
| Euromotorsport           | Lola       | Cosworth       | G          | 50    | Tero Palmroth         |
| Euromotorsport           | Lola       | Cosworth       | G          | 50    | Guido Daccò           |
| Alex Morales Motorsports | March      | Alfa Romeo     | G          | 21    | Roberto Guerrero      |
| Arciero Racing           | Penske     | Cosworth       | G          | 12    | Didier Theys          |
| Arciero Racing           | Penske     | Cosworth       | G          | 12    | Fabrizio Barbazza     |
| Arciero Racing           | Penske     | Cosworth       | G          | 12    | Rich Vogler           |
| Hemelgarn Racing         | Lola       | Judd/Buick     | G          | 71    | Ludwig Heimrath       |
| Hemelgarn Racing         | Lola       | Judd/Buick     | G          | 71    | Tero Palmroth         |
| Hemelgarn Racing         | Lola       | Judd/Buick     | G          | 71/91 | Didier Theys          |
| Hemelgarn Racing         | Lola       | Judd/Buick     | G          | 91    | Gordon Johncock       |
| Hemelgarn Racing         | Lola       | Judd/Buick     | G          | 91    | Scott Goodyear        |
| Hemelgarn Racing         | Lola       | Judd/Buick     | G          | 91    | Robby Unser           |
| Hemelgarn Racing         | Lola       | Judd/Buick     | G          | 81    | Billy Vukovich III    |
| Granatelli Racing        | Lola/March | Buick/Cosworth | G          | 9     | Didier Theys          |
| Granatelli Racing        | Lola/March | Buick/Cosworth | G          | 9/70  | John Andretti         |
| Granatelli Racing        | Lola/March | Buick/Cosworth | G          | 9/7   | Tom Sneva             |
| Dale Coyne Racing        | Lola       | Cosworth       | G          | 19    | Guido Daccò           |
| Dale Coyne Racing        | Lola       | Cosworth       | G          | 19    | Dale Coyne            |
| Dale Coyne Racing        | Lola       | Cosworth       | G          | 19    | Fulvio Ballabio       |
| Dale Coyne Racing        | Lola       | Cosworth       | G          | 19    | Ken Johnson           |
| Dale Coyne Racing        | Lola       | Cosworth       | G          | 19    | John Paul Jr.         |
| ATEC Environmental       | Lola       | Cosworth       | G          | 96    | Guido Daccò           |
| Bernstein Racing         | Lola       | Buick          | G          | 15    | Jim Crawford          |
| Saleen                   | March      | Cosworth       | G          | 59    | Steve Saleen          |
| Gohr Racing              | Lola/March | Cosworth       | G          | 56    | Jeff Wood             |
| Gohr Racing              | Lola/March | Cosworth       | G          | 56    | Tero Palmroth         |
| Bettenhausen Motorsports | Lola       | Cosworth       | G          | 16    | Jon Beekhuis          |
| Bettenhausen Motorsports | Lola       | Cosworth       | G          | 16    | Steve Chassey         |
| Bettenhausen Motorsports | Lola       | Cosworth       | G          | 16    | Michael Greenfield    |
| Bettenhausen Motorsports | Lola       | Cosworth       | G          | 16    | Dennis Vitolo         |
| Bettenhausen Motorsports | Lola       | Cosworth       | G          | 15/16 | John Paul Jr.         |
| Bettenhausen Motorsports | Lola       | Cosworth       | G          | 27    | Fulvio Ballabio       |
| Bettenhausen Motorsports | Lola       | Cosworth       | G          | 27    | Tony Bettenhausen Jr. |
| Mann Motorsports         | Lola       | Buick          | G          | 99    | Gary Bettenhausen     |
| Mann Motorsports         | Lola       | Buick          | G          | 96    | John Paul Jr.         |
| Mann Motorsports         | Lola       | Buick          | G          | 96    | Mark Dismore          |
| Stoops Freightliner      | Lola       | Cosworth       | G          | 17    | Johnny Rutherford     |
| Stoops Freightliner      | Lola       | Cosworth       | G          | 17    | Steve Butler          |
| U.S. Engineering         | Lola       | Cosworth       | G          | 44    | Scott Harrington      |
| U.S. Engineering         | Lola       | Cosworth       | G          | 44    | Phil Krueger          |
| Team Lazier              | March      | Cosworth       | G          | 35    | Buddy Lazier          |
| Curb Racing              | March      | Cosworth       | G          | 33    | Rocky Moran           |

## Resultados de la Temporada

### Calendario y Resultados
| Rond. | Fecha            | Circuito                                       | Comp.                                              | Localización                  | Pole position      | Ganador            | Equipo Ganador        |
| ----- | ---------------- | ---------------------------------------------- | -------------------------------------------------- | ----------------------------- | ------------------ | ------------------ | --------------------- |
| 1     | 9 de abril       | Phoenix Checker Autoworks 200                  | Phoenix International Raceway                      | Phoenix, Arizona              | Rick Mears         | Rick Mears         | Team Penske           |
| 2     | 16 de abril      | Toyota Gran Premio de Long Beach               | Circuito callejero de Long Beach                   | Long Beach, California        | Al Unser Jr.       | Al Unser Jr.       | Galles Racing         |
| 3     | 28 de mayo       | 73.ª edición de las 500 Millas de Indianápolis | Indianapolis Motor Speedway                        | Speedway, Indiana             | Rick Mears         | Emerson Fittipaldi | Patrick Racing        |
| 4     | 4 de junio       | Dana-Rex Mays 200                              | Milwaukee Mile                                     | West Allis, Wisconsin         | Rick Mears         | Rick Mears         | Team Penske           |
| 5     | 18 de junio      | Valvoline Gran Premio de Detroit               | Circuito Callejero de Detroit - Circuito Fórmula 1 | Detroit, Míchigan             | Michael Andretti   | Emerson Fittipaldi | Patrick Racing        |
| 6     | 25 de junio      | Budweiser/G. I. Joe's 200 de Portland          | Portland International Raceway                     | Portland, Oregón              | Teo Fabi           | Emerson Fittipaldi | Patrick Racing        |
| 7     | 2 de julio       | Gran Premio de Cleveland                       | Circuito Burke Lakefront Airport                   | Cleveland, Ohio               | Michael Andretti   | Emerson Fittipaldi | Patrick Racing        |
| 8     | 16 de julio      | Gran Premio de Meadowlands                     | Circuito Callejero de Meadowlands Sports Complex   | East Rutherford, Nueva Jersey | Emerson Fittipaldi | Bobby Rahal        | Kraco Racing          |
| 9     | 23 de julio      | Molson Indy Toronto                            | Circuito Callejero Exhibition Place de Toronto     | Toronto, Ontario              | Emerson Fittipaldi | Michael Andretti   | Newman/Haas Racing    |
| 10    | 6 de agosto      | Marlboro 500                                   | Michigan International Speedway                    | Brooklyn, Míchigan            | Emerson Fittipaldi | Michael Andretti   | Newman/Haas Racing    |
| 11    | 20 de agosto     | Pocono 500                                     | Pocono Raceway                                     | Long Pond, Pensilvania        | Emerson Fittipaldi | Danny Sullivan     | Team Penske           |
| 12    | 3 de septiembre  | Escort Radar Warning 200 de Mid-Ohio           | Mid-Ohio Sports Car Course                         | Lexington, Ohio               | Teo Fabi           | Teo Fabi           | Porsche North America |
| 13    | 10 de septiembre | Race for Life 200 de Road America              | Road America                                       | Elkhart Lake, Wisconsin       | Danny Sullivan     | Danny Sullivan     | Team Penske           |
| 14    | 24 de septiembre | Gran Premio Bosch Spark Plug de Nazareth       | Nazareth Speedway                                  | Nazareth, Pensilvania         | Rick Mears         | Emerson Fittipaldi | Patrick Racing        |
| NP    | 14 de octubre    | Marlboro Challenge                             | Mazda Raceway Laguna Seca                          | Monterey, California          | Emerson Fittipaldi | Al Unser Jr.       | Galles Racing         |
| 15    | 15 de octubre    | Champion Spark Plug 300 de Laguna Seca         | Mazda Raceway Laguna Seca                          | Monterey, California          | Rick Mears         | Rick Mears         | Team Penske           |

     Óvalo
     Circuito
     Competencia No Puntuable para el Campeonato

### Estadísticas Finales
| Pos. | Piloto                | PHX | LBH | INDY 500 | MIL | DET | POR  | CLE | MEA | TOR | MIC | POC | MDO | ROA | NAZ | LAG | Puntos |
| ---- | --------------------- | --- | --- | -------- | --- | --- | ---- | --- | --- | --- | --- | --- | --- | --- | --- | --- | ------ |
| 1    | Emerson Fittipaldi    | 5   | 3   | 1*       | 16  | 1   | 1*   | 1*  | 2   | 2   | 14  | 19  | 4   | 5   | 1*  | 5   | 196    |
| 2    | Rick Mears            | 1*  | 5   | 23       | 1*  | 5   | 8    | 5   | 4   | 5   | 7   | 2*  | 6   | 3   | 2   | 1*  | 186    |
| 3    | Michael Andretti      | 4   | 2   | 17       | 2   | 13* | 6    | 18  | 18* | 1   | 1*  | 3   | 3   | 6*  | 5   | 7   | 150    |
| 4    | Teo Fabi              | 6   | 27  | 30       | 3   | 4   | 4    | 4   | 9   | 4   | 2   | 4   | 1*  | 2   | 16  | 19  | 141    |
| 5    | Al Unser Jr.          | 2   | 1*  | 2        | 8   | 21  | 10   | 7   | 5   | 20  | 4   | 9   | 2   | 20  | 4   | 3   | 136    |
| 6    | Mario Andretti        | 8   | 18  | 4        | 7   | 3   | 25   | 2   | 20  | 26  | 3   | 5   | 7   | 7   | 8   | 2   | 110    |
| 7    | Danny Sullivan        | 3   | 8   | 28       | 10  | 24  |      |     | 8   | 3*  | 23  | 1   | 5   | 1   | 3   | 14  | 107    |
| 8    | Scott Pruett          | 11  | DNS | 10       | 5   | 2   | 5    | 6   | 3   | 6   | 17  | 8   | 19  | 8   | 6   | 4   | 101    |
| 9    | Bobby Rahal           | 18  | 4   | 26       | 13  | 18  | 2    | 3   | 1   | 19  | 9   | 6   | 22  | 28  | 7   | 6   | 88     |
| 10   | Arie Luyendyk         | 17  | 7   | 21       | 6   | 6   | 3    | 9   | 7   | 24  | 6   | 23  | 8   | 4   | 13  | 9   | 75     |
| 11   | Raúl Boesel           | 14  | 6   | 3        | 4   | 28  | 7    | 8   | 6   | 7   | 20  | 20  | 23  | 9   | 11  | 10  | 68     |
| 12   | Derek Daly            | 12  | 9   | 15       | 21  | 25  | 11   | 22  | 25  | 16  | 5   | 24  | 9   | 27  | 9   | 18  | 25     |
| 13   | Pancho Carter         | 7   | 17  | 22       | 9   | 10  | 9    | 14  | 13  | 27  | 26  | 12  | 28  | 19  | 18  | 24  | 18     |
| 14   | Kevin Cogan           | 10  | 26  | 32       | 19  | 17  | 24   | 11  | 12  | 9   | 25  | 22  | 10  | 18  |     | 8   | 18     |
| 15   | Scott Brayton         | 15  | 12  | 6        | 18  | DSQ | 13   | 28  | 10  | 14  | 11  | 14  | 15  | 13  | 10  | 20  | 17     |
| 16   | Al Unser              |     |     | 24       |     |     |      | 10  |     |     | 8   | 7   |     |     |     |     | 14     |
| 17   | John Jones            | 16  | 20  | 11       | 11  | 11  | 19   | 25  | 11  | 18  | 16  | 10  | 13  | 10  |     | 22  | 14     |
| 18   | A.J. Foyt             | 22  | 25  | 5        | 20  | 26  | Acc. |     | 23  | 17  | 18  | 21  | 21  | 22  | 14  |     | 10     |
| 19   | Dominic Dobson        | 23  | 19  | 18       |     | 7   | 18   |     | 17  | 11  |     |     |     |     |     | 11  | 10     |
| 20   | Bernard Jourdain      | 19  | 13  | 9        | 12  | 15  | 22   | 19  | 19  | 10  | 19  | 11  | 27  |     | 15  | 23  | 10     |
| 21   | Didier Theys          | 20  | 23  | 20       | 17  | 9   | 20   | 12  | 26  |     |     |     | 11  | 11  | 21  | 17  | 9      |
| 22   | Davy Jones            |     |     | 7        |     |     |      |     |     |     |     |     |     |     |     |     | 6      |
| 23   | Roberto Guerrero      |     |     |          |     | 8   | 23   | 13  | 22  | 28  | 22  | 16  | 12  | 21  | 20  | 25  | 6      |
| 24   | Fabrizio Barbazza     |     |     |          |     | 20  | 21   | 26  | 24  | 8   |     |     | 20  | 12  |     | 21  | 6      |
| 25   | Rich Vogler           |     |     | 8        |     |     |      |     |     |     | 28  |     |     |     |     |     | 5      |
| 26   | Ludwig Heimrath       | 9   | 24  | 13       | DNS |     |      |     |     | 22  | DNQ |     | 25  | 17  | 17  | DNQ | 4      |
| 27   | Johnny Rutherford     |     |     | DNQ      |     |     |      |     |     |     | 10  | 13  |     |     | DNQ |     | 3      |
| 28   | Tom Sneva             | DNS | 10  | 27       | 22  | 23  | 26   | 20  | 27  |     |     |     |     |     |     |     | 3      |
| 29   | Guido Daccò           | 24  | 22  | DNQ      | 14  | 12  | 12   | 21  | DNQ | 21  | 13  |     | 26  | 26  | 12  | 26  | 3      |
| 30   | James Weaver          |     | 11  |          |     | 22  |      | 24  |     |     |     |     |     |     |     |     | 2      |
| 31   | Steve Saleen          |     | 14  | DNQ      |     | 14  |      | 17  |     | 12  |     |     | 14  | 25  |     | 13  | 1      |
| 32   | Jeff Wood             |     |     |          |     |     |      | 15  | 15  | DNQ | 12  |     | 16  | 15  | DNQ | DNQ | 1      |
| 33   | John Andretti         |     |     | 25       |     |     |      |     |     | 25  | 24  | 17  |     |     | 19  | 12  | 1      |
| 34   | Billy Vukovich III    |     |     | 12       |     |     |      |     |     |     |     |     |     |     |     |     | 1      |
| 35   | Randy Lewis           | 13  | 15  | 29       | 15  | 16  | 16   | 23  | 16  | 15  | 27  | 18  | 17  | 14  |     | 16  | 0      |
| 36   | Jon Beekhuis          |     |     |          |     |     |      |     |     | 13  |     |     |     | 24  |     | 15  | 0      |
| 37   | Scott Atchison        |     |     |          |     |     | 17   | 27  | 14  |     |     |     |     |     |     |     | 0      |
| 38   | Rocky Moran           |     |     | 14       |     |     |      |     |     |     |     |     |     |     |     | 28  | 0      |
| 39   | Geoff Brabham         |     |     |          |     |     | 14   |     |     |     |     |     |     |     |     |     | 0      |
| 40   | Gordon Johncock       |     |     | 31       |     |     |      |     |     |     | 21  | 15  |     |     |     |     | 0      |
| 41   | Jean-Pierre Frey      | 21  |     | Acc.     | DNQ | DNQ | 15   |     |     |     |     |     |     |     |     |     | 0      |
| 42   | Phil Krueger          |     |     | DNQ      |     |     |      |     |     |     | 15  |     |     |     |     |     | 0      |
| 43   | Tero Palmroth         |     | 16  | 16       |     | 27  |      |     |     |     |     | 25  |     |     |     |     | 0      |
| 44   | John Paul Jr.         |     |     | DNQ      |     | 19  |      | 16  | 21  |     | DNQ |     |     |     |     | DNQ | 0      |
| 45   | Scott Harrington      |     |     | DNQ      |     |     |      |     |     |     |     |     |     | 16  |     | DNQ | 0      |
| 46   | Fulvio Ballabio       |     | 21  |          |     |     |      |     |     |     |     |     | 18  | DNQ |     |     | 0      |
| 47   | Jim Crawford          |     |     | 19       |     |     |      |     |     |     |     |     |     |     |     |     | 0      |
| 48   | Scott Goodyear        |     |     |          |     |     |      |     |     | 23  |     |     |     | 23  |     |     | 0      |
| 49   | Mark Dismore          |     |     |          |     |     |      |     |     |     |     |     | 24  |     |     |     | 0      |
| 50   | Tony Bettenhausen Jr. |     |     | DNQ      | DNQ |     |      |     |     |     |     | 26  |     |     |     |     | 0      |
| 51   | Dale Coyne            |     |     | DNQ      |     |     |      |     |     |     |     | 27  |     |     |     |     | 0      |
| 52   | Ken Johnson           |     |     |          |     |     |      |     |     |     |     |     |     |     |     | 27  | 0      |
| 53   | Steve Chassey         |     |     | DNQ      |     |     |      |     | 28  |     | 29  |     |     |     |     |     | 0      |
| 54   | Gary Bettenhausen     |     |     | 33       |     |     |      |     |     |     |     |     |     |     |     |     | 0      |
|      | Tom Bigelow           |     |     | DNQ      |     |     |      |     |     |     |     |     |     |     |     |     | 0      |
|      | Steve Butler          |     |     | DNQ      |     |     |      |     |     |     |     |     |     |     |     |     | 0      |
|      | Dick Ferguson         |     |     | DNQ      |     |     |      |     |     |     |     |     |     |     |     |     | 0      |
|      | Stan Fox              |     |     | DNQ      |     |     |      |     |     |     |     |     |     |     |     |     | 0      |
|      | Michael Greenfield    |     |     | DNQ      |     |     |      |     |     |     |     | DNQ |     |     |     |     | 0      |
|      | Andy Hillenburg       |     |     | Acc.     |     |     |      |     |     |     |     |     |     |     |     |     | 0      |
|      | Buddy Lazier          |     |     | DNQ      |     |     |      |     |     |     |     |     |     |     |     | DNQ | 0      |
|      | Bobby Olivero         |     |     | DNQ      |     |     |      |     |     |     |     |     |     |     |     |     | 0      |
|      | Johnny Parsons        |     |     | DNQ      |     |     |      |     |     |     |     |     |     |     |     |     | 0      |
|      | Joe Sposato           |     |     |          |     |     |      |     |     |     |     |     |     |     |     | DNQ | 0      |
|      | Robby Unser           |     |     |          |     |     |      |     |     |     |     |     |     |     |     | DNQ | 0      |
|      | Dennis Vitolo         |     |     |          |     | DNQ |      |     |     |     |     |     | DNQ |     |     |     | 0      |
|      | Kevin Whitesides      |     |     | DNQ      |     |     |      |     |     |     |     |     |     |     |     |     | 0      |
| Pos. | Piloto                | PHX | LBH | INDY 500 | MIL | DET | POR  | CLE | MEA | TOR | MIC | POC | MDO | ROA | NAZ | LAG | Puntos |

| Color       | Resultados                    |
| ----------- | ----------------------------- |
| Oro         | Ganador                       |
| Plata       | 2° Lugar                      |
| Bronce      | 3° Lugar                      |
| Verde       | 4° y 5° Lugar                 |
| Azul claro  | 6° – 10° Lugar                |
| Azul oscuro | Finalizó (Fuera del Top 10)   |
| Púrpura     | No acabaron la carrera        |
| Rojo        | No lograron calificarse (DNQ) |
| Marrón      | No Arrancó (DNS)              |
| Negro       | Descalificado (DSQ)           |
| Blanco      | No Arrancó (DNS)              |
| Blanco      | Abandono por carrera (C)      |
| Sin color   | No participó                  |

| In-line notation                                                            | |
| Negrita                                                                     | Pole position (1 punto; excepto en Indy y Iowa)                                                            |
| 1 Como la clasificación fue cancelada, no se otorgan el punto al polesitter | |
| Cursiva                                                                     | Vuélta más rápida                                                                                          |
| *                                                                           | Mayor Número de vueltas lideradas (2 puntos)                                                               |
| DNS                                                                         | Piloto que no calificó No logró arrancar (DNS), gana la 1/2 de los Puntos por haber calificado/participado |
| Novato del Año                                                              | |
| Novato                                                                      | |

### Sistema de Puntuación
Los puntos para la temporada se otorgaron sobre la base de los lugares obtenidos por cada conductor (independientemente de que si el coche está en marcha hasta el final de la carrera):
| Posición | 1  | 2  | 3  | 4  | 5  | 6 | 7 | 8 | 9 | 10 | 11 | 12 |
| Puntos   | 20 | 16 | 14 | 12 | 10 | 8 | 6 | 5 | 4 | 3  | 2  | 1  |

#### Puntos de bonificación
- 1 Punto Para la Pole Position
- 1 Punto por liderar la mayoría de vueltas de la carrera

### Copa de Naciones
| Pos. | País                         | PHX | LBH | INDY 500 | MIL | DET | POR | CLE | MEA | TOR | MIC | POC | MDO | ROA | NAZ | LAG | Puntos |
| ---- | ---------------------------- | --- | --- | -------- | --- | --- | --- | --- | --- | --- | --- | --- | --- | --- | --- | --- | ------ |
| 1    | Estados Unidos               | 1*  | 1*  | 2        | 1*  | 2*  | 2   | 2   | 1*  | 1*  | 1*  | 1   | 2   | 1*  | 2   | 1*  | 276    |
| 2    | Brasil                       | 5   | 3   | 1*       | 4   | 1   | 1*  | 1*  | 2   | 2   | 14  | 19  | 4   | 5   | 1*  | 5   | 200    |
| 3    | Italia                       | 6   | 22  | 30       | 3   | 4   | 4   | 4   | 9   | 4   | 2   | 4   | 1*  | 2   | 12  | 21  | 139    |
| 4    | Holanda                      | 17  | 7   | 21       | 6   | 6   | 3   | 9   | 7   | 24  | 6   | 23  | 8   | 4   | 13  | 9   | 75     |
| 5    | Irlanda                      | 12  | 9   | 15       | 21  | 25  | 11  | 22  | 25  | 16  | 5   | 24  | 9   | 27  | 9   | 18  | 25     |
| 6    | Canadá                       | 10  | 20  | 11       | 11  | 11  | 19  | 25  | 11  | 13  | 16  | 10  | 13  | 10  | 17  | 15  | 18     |
| 7    | México                       | 19  | 13  | 9        | 12  | 15  | 22  | 19  | 19  | 10  | 19  | 11  | 27  |     | 15  | 23  | 10     |
| 8    | Bélgica                      | 20  | 23  | 20       | 17  | 9   | 20  | 12  | 26  |     |     |     | 11  | 11  | 21  | 17  | 9      |
| 9    | Colombia                     |     |     |          |     | 8   | 23  | 13  | 22  | 28  | 22  | 16  | 12  | 21  | 20  | 25  | 6      |
| 10   | Reino Unido/ Inglaterra (**) |     | 12  |          |     | 22  |     | 24  |     |     |     |     |     |     |     |     | 2      |
| 11   | Australia                    |     |     |          |     |     | 14  |     |     |     |     |     |     |     |     |     | 0      |
| 12   | Suiza                        | 21  |     | Wth      | DNQ | DNQ | 15  |     |     |     |     |     |     |     |     |     | 0      |
| 13   | Finland                      | X   | 16  | 16       |     | 27  |     |     |     |     |     | 25  |     |     |     |     | 0      |
| 14   | Reino Unido/ Escocia (*)     |     |     | 19       |     |     |     |     |     |     |     |     |     |     |     |     | 0      |
| Pos. | País                         | PHX | LBH | INDY 500 | MIL | DET | POR | CLE | MEA | TOR | MIC | POC | MDO | ROA | NAZ | LAG | Puntos |

|}

### Copa de Fabricantes de Chasis
| Pos. | Chasís                 | Puntos |
| ---- | ---------------------- | ------ |
| 1    | } Penske PC-18/PC-17   | 283    |
| 2    | Lola T8900/T8800/T8700 | 254    |
| 3    | March 89CE/89P/88C/86C | 149    |
| Pos. | Chasís                 | Puntos |

### Copa de Fabricantes de Motoristas
| Pos. | Motor            | Puntos |
| ---- | ---------------- | ------ |
| 1    | Chevrolet A      | 319    |
| 2    | Ford/ CosworthXD | 146    |
| 3    | Porsche          | 141    |
| 4    | Judd             | 138    |
| 5    | Buick            | 16     |
| 6    | Alfa Romeo       | 6      |
| Pos. | Motor            | Puntos |